# El camino de los espantos
El camino de los espantos es una película de comedia y terror mexicana de 1967, escrita por Roberto Gómez Bolaños «Chespirito», dirigida por Gilberto Martínez Solares y protagonizada por Viruta y Capulina, junto a las actrices Elsa Cárdenas y Salomé. Esta fue la última película de Viruta y Capulina como dúo cómico, aunque este último continuaría su carrera actoral en solitario, protagonizando otras películas a color hasta finales de los 80.

## Trama
Viruta conduce una camioneta, pero Capulina se pierde en la carretera y se detiene en una casa abandonada. Falsos espantos tratan de alejar a los turistas, especialmente a sus novias, Valentina (Salomé) y Adelita (Elsa Cárdenas). Al final Capulina los derrota y encuentra un pozo de petróleo, por lo cual Adelita y Capulina se vuelven ricos.

## Reparto
- Marco Antonio Campos como Viruta
- Gaspar Henaine como Capulina
- Salomé como Valentina
- Elsa Cárdenas como Adelita
- Crox Alvarado como El Zopilote
- Guillermo Rivas «El Borras» como policía
- Consuelo Monteagudo como Matilde
- Mario García «Harapos» como Serapio
- Arturo Ripstein como hijo de Matilde y Serapio
- Nathanael León «Frankenstein» como telegrafista
- Manuel Barrera Nápoli como barista
- René Barrera como mesero